# 甘桔湖
甘桔湖是一个位于中国西藏自治区班戈县的湖泊，面积约为24平方千米。